# Macaranga rhizinoides
Macaranga rhizinoides är en törelväxtart som först beskrevs av Carl Ludwig von Blume, och fick sitt nu gällande namn av Johannes Müller Argoviensis. Macaranga rhizinoides ingår i släktet Macaranga och familjen törelväxter.
Artens utbredningsområde är Java. Inga underarter finns listade i Catalogue of Life.